# Europamästerskapet i handboll för damer
Europamästerskapet i handboll för damer är en mästerskapstävling för europeiska damlandslag i handboll som spelas vartannat år sedan 1994, med ett års förskjutning gentemot världsmästerskapet. Turneringen spelas alltid i november och december, utom den första 1994 som spelades i september och 2022 års turnering som flyttades fram till början av november (för att undvika krock med årets fotbolls-VM).
Mästerskapet har växt under åren och har tidigare inkluderat 12 (1994-2000) och 16 (2000-2022) landslag. Från och med 2024 har turneringen istället plats för 24 nationer som tar sig igenom den preliminära rundan och huvudrundan innan slutspelet väntar. Samtliga lag, med undantag för värdnationerna och den regerande mästaren, behöver kvala för att ta en plats i turneringen. 
Det mest framgångsrika landslaget är Norge som vunnit 9 titlar och även flest medaljer. Laget har hittills endast missat medalj 2000 och 2018. Utöver Norge har även Danmark (3 titlar), Ungern, Montenegro och Frankrike (1 titel vardera) blivit Europamästarinnor.
Danmark är den hittills enda nationen som varit värd för fyra turneringar: 1996, 2002, 2010 (tillsammans med Norge) och 2020 (också tillsammans med Norge som dock sade upp sitt värdskap några veckor före på grund av coronapandemin); när Danmark och Norge var gemensamma värdar 2010 så var det den första turneringen med minst två värdnationer (men finalen som vanns av Norge spelades i Danmark). Danmark, som vann hemma-EM både 1996 och 2002, var också det enda värdlandet som vunnit EM, före 2018 då Frankrike vann sin hittills enda EM-titel på hemmaplan.
Utöver Danmark och Norge har endast Tyskland och Ungern deltagit i samtliga Europamästerskap (sedan 2022 då Ryssland som dittills deltagit i alla turneringar förbjöds att delta med anledning av kriget mot Ukraina) och totalt 26 landslag har varit kvalificerade för deltagande.

## Kvalet till EM
Turneringen föregås av ett kval där de sämst rankade länderna först brukar få spela ett förkval för att försöka kvalificera sig till huvudkvalet. 
I huvudkvalet är lagen indelade i grupper där alla lag möts på både hemma- och bortaplan. Dessa matcher brukar inledas drygt ett år innan mästerskapet äger rum och avrundas under våren samma år som Europamästerskapet spelas. De två bästa lagen i varje grupp kvalificerar sig till mästerskapet. 
Värdlandet är alltid direktkvalificerat till handbolls EM och om flera nationer står som värd kan detta påverka upplägget för kvalet i form av att färre lag avancerar. Även regerande mästaren blir direktkvalificerad, en regel som avskaffades efter EM 2012 men sedan återinfördes ett par år senare. 

## Grupp- och slutspel
I huvudturneringen 1994–2000 var de 12 deltagande lagen indelade i två grupper med sex lag i varje där alla mötte varandra en gång i sin grupp, efter det gick de två bästa lagen vidare till spel om medaljerna medan övriga spelade placeringsmatcher mot lagen från den andra gruppen. 
Från och med EM 2002 var de 16 deltagande länderna indelade i fyra grupper med fyra lag i varje där de alla mötte varandra en gång. Därifrån gick sedan de tre bästa lagen vidare till ytterligare ett gruppspel, även kallat huvudrundan, där de tidigare grupperna korsades med varandra för att bilda två nya grupper. De lag som inte hade spelat mot varandra tidigare gjorde här upp under tre matchomgångar, där poängen från det inledande gruppspelet räknades in. Från de två grupperna gick sedan ettorna och tvåorna till semifinal, samtidigt som grupptreorna gjorde upp om turneringens femteplats. 
Från om med 2024 års Europamästerskap inkluderas numera 24 nationer, vilket gör att turneringen växer på flera sätt. Det inledande gruppspelet utökas till sex grupper, där det nu krävs att man slutar i topp två för att avancera. Slutspelet består dock fortfarande enbart av semifinaler och medaljmatcher. 
Skulle två länder hamna på samma poäng avgörs placeringen i tabellen genom det inbördes mötet, har det slutat oavgjort så avgörs det via målskillnaden. Är det tre eller fler länder som hamnar på samma poäng så avgörs placering genom de inbördes mötena mellan dessa länder.
Vid oavgjort resultat i matcher under slutspelet eller placeringsmatcherna vidtar en förlängningsperiod som är 10 minuter uppdelat i två halvlekar à 5 minuter, är det oavgjort efter en förlängningsperiod så vidtar en andra förlängningsperiod och är det oavgjort även efter andra förlängningen så avgörs matchen genom straffläggning.

## Arrangörer och medaljörer
| År   | Värdnation                                | Final      | Final               | Final         | Match om tredjepris | Match om tredjepris | Match om tredjepris |
| År   | Värdnation                                | Vinnare    | Resultat            | Tvåa          | Trea                | Resultat            | Fyra                |
| ---- | ----------------------------------------- | ---------- | ------------------- | ------------- | ------------------- | ------------------- | ------------------- |
| 1994 | Tyskland                                  | Danmark    | 27 – 23             | Tyskland      | Norge               | 24 – 19             | Ungern              |
| 1996 | Danmark                                   | Danmark    | 25 – 23             | Norge         | Österrike           | 30 – 23             | Tyskland            |
| 1998 | Nederländerna                             | Norge      | 24 – 16             | Danmark       | Ungern              | 30 – 24             | Österrike           |
| 2000 | Rumänien                                  | Ungern     | 000032 – 30 (e.fl.) | Ukraina       | Ryssland            | 21 – 16             | Rumänien            |
| 2002 | Danmark                                   | Danmark    | 25 – 22             | Norge         | Frankrike           | 27 – 22             | Ryssland            |
| 2004 | Ungern                                    | Norge      | 27 – 25             | Danmark       | Ungern              | 29 – 25             | Ryssland            |
| 2006 | Sverige                                   | Norge      | 27 – 24             | Ryssland      | Frankrike           | 29 – 25             | Tyskland            |
| 2008 | Makedonien                                | Norge      | 34 – 21             | Spanien       | Ryssland            | 24 – 21             | Tyskland            |
| 2010 | Danmark Norge                             | Norge      | 25 – 20             | Sverige       | Rumänien            | 16 – 15             | Danmark             |
| 2012 | Serbien                                   | Montenegro | 000034 – 31 (e.fl.) | Norge         | Ungern              | 000041– 38 (e.fl.)  | Serbien             |
| 2014 | Kroatien Ungern                           | Norge      | 28 – 25             | Spanien       | Sverige             | 25 – 23             | Montenegro          |
| 2016 | Sverige                                   | Norge      | 30 – 29             | Nederländerna | Frankrike           | 25 – 22             | Danmark             |
| 2018 | Frankrike                                 | Frankrike  | 24 – 21             | Ryssland      | Nederländerna       | 24 – 20             | Rumänien            |
| 2020 | Danmark                                   | Norge      | 22 – 20             | Frankrike     | Kroatien            | 25 – 19             | Danmark             |
| 2022 | Montenegro Nordmakedonien Slovenien       | Norge      | 27 – 25             | Danmark       | Montenegro          | 000027 – 25 (e.fl.) | Frankrike           |
| 2024 | Schweiz Ungern Österrike                  | Norge      | 31 – 23             | Danmark       | Ungern              | 25 – 24             | Frankrike           |
| 2026 | Polen Rumänien Slovakien Tjeckien Turkiet |            | –                   |               |                     | –                   |                     |
| 2028 | Norge Danmark Sverige                     |            | –                   |               |                     | –                   |                     |

## Medaljtabell
| Nr | Nation        | Guld | Silver | Brons | Totalt |
| -- | ------------- | ---- | ------ | ----- | ------ |
| 1  | Norge         | 10   | 3      | 1     | 14     |
| 2  | Danmark       | 3    | 4      | 0     | 7      |
| 3  | Frankrike     | 1    | 1      | 3     | 5      |
| 4  | Ungern        | 1    | 0      | 4     | 5      |
| 5  | Montenegro    | 1    | 0      | 1     | 2      |
| 6  | Ryssland      | 0    | 2      | 2     | 4      |
| 7  | Spanien       | 0    | 2      | 0     | 2      |
| 8  | Sverige       | 0    | 1      | 1     | 2      |
| 8  | Nederländerna | 0    | 1      | 1     | 2      |
| 10 | Tyskland      | 0    | 1      | 0     | 1      |
| 10 | Ukraina       | 0    | 1      | 0     | 1      |
| 12 | Rumänien      | 0    | 0      | 1     | 1      |
| 12 | Österrike     | 0    | 0      | 1     | 1      |
| 12 | Kroatien      | 0    | 0      | 1     | 1      |

## Placeringar
Tabellen visar hur de 26 länder som deltagit i EM-slutspelen placerat sig.
| Lag                                      | 1994 | 1996 | 1998 | 2000 | 2002 | 2004 | 2006 | 2008 | 2010 | 2012 | 2014 | 2016 | 2018 | 2020 | 2022 |
| ---------------------------------------- | ---- | ---- | ---- | ---- | ---- | ---- | ---- | ---- | ---- | ---- | ---- | ---- | ---- | ---- | ---- |
| Belarus                                  | -    | -    | -    | 11   | 16   | 16   | -    | 12   | -    | -    | -    | -    | -    | -    | -    |
| Danmark                                  | 1    | 1    | 2    | 10   | 1    | 2    | 11   | 11   | 4    | 5    | 8    | 4    | 8    | 4    | 2    |
| Frankrike                                | -    | -    | -    | 5    | 3    | 11   | 3    | 14   | 5    | 9    | 5    | 3    | 1    | 2    | 4    |
| Island                                   | -    | -    | -    | -    | -    | -    | -    | -    | 15   | 15   | -    | -    | -    | -    | -    |
| FR Jugoslavien/ · Serbien och Montenegro | -    | -    | -    | 7    | 6    | 12   |      |      |      |      |      |      |      |      |      |
| Kroatien                                 | 5    | 6    | -    | -    | -    | 13   | 7    | 6    | 9    | 13   | 13   | 16   | 16   | 3    | 10   |
| Litauen                                  | -    | 12   | -    | -    | -    | -    | -    | -    | -    | -    | -    | -    | -    | -    | -    |
| Montenegro                               |      |      |      |      |      |      | -    | -    | 6    | 1    | 4    | 13   | 9    | 8    | 3    |
| Nederländerna                            | -    | -    | 10   | -    | 14   | -    | 15   | -    | 8    | -    | 7    | 2    | 3    | 6    | 6    |
| Nordmakedonien                           | -    | -    | 8    | 8    | -    | -    | 12   | 7    | -    | 16   | -    | -    | -    | -    | 16   |
| Norge                                    | 3    | 2    | 1    | 6    | 2    | 1    | 1    | 1    | 1    | 2    | 1    | 1    | 5    | 1    | '    |
| Polen                                    | -    | 11   | 5    | -    | -    | -    | 8    | -    | -    | -    | 11   | 15   | 14   | 14   | 13   |
| Portugal                                 | -    | -    | -    | -    | -    | -    | -    | 16   | -    | -    | -    | -    | -    | -    | -    |
| Rumänien                                 | 10   | 5    | 11   | 4    | 7    | 7    | -    | 5    | 3    | 10   | 9    | 5    | 4    | 12   | 12   |
| Ryssland                                 | 6    | 7    | 9    | 3    | 4    | 4    | 2    | 3    | 7    | 6    | 14   | 7    | 2    | 5    | -    |
| Schweiz                                  | -    | -    | -    | -    | -    | -    | -    | -    | -    | -    | -    | -    | -    | -    | 14   |
| Serbien                                  |      |      |      |      |      |      | 14   | 13   | 14   | 4    | 15   | 9    | 11   | 13   | 15   |
| Slovakien                                | 12   | -    | -    | -    | -    | -    | -    | -    | -    | -    | 12   | -    | -    | -    | -    |
| Slovenien                                | -    | -    | -    | -    | 10   | 9    | 16   | -    | 16   | -    | -    | 14   | 13   | 16   | 8    |
| Spanien                                  | -    | -    | 12   | -    | 13   | 8    | 9    | 2    | 11   | 11   | 2    | 11   | 12   | 9    | 9    |
| Sverige                                  | 7    | 8    | -    | -    | 15   | 14   | 6    | 9    | 2    | 8    | 3    | 8    | 6    | 11   | 5    |
| Tjeckien                                 | 8    | -    | -    | -    | 8    | 15   | -    | -    | -    | 12   | -    | 10   | 15   | 15   | -    |
| Tyskland                                 | 2    | 4    | 6    | 9    | 11   | 5    | 4    | 4    | 13   | 7    | 10   | 5    | 10   | 7    | 7    |
| Ukraina                                  | 11   | 9    | 7    | 2    | 12   | 6    | 13   | 10   | 12   | 14   | 16   | -    | -    | -    | -    |
| Ungern                                   | 4    | 10   | 3    | 1    | 5    | 3    | 5    | 8    | 10   | 3    | 6    | 12   | 7    | 10   | 11   |
| Österrike                                | 9    | 3    | 4    | 12   | 9    | 10   | 10   | 15   | -    | -    | -    | -    | -    | -    | -    |